# Monety Zygmunta III Wazy
Monety Zygmunta III Wazy (1587–1632) – monety bite za panowania Zygmunta III Wazy na tronie:
- polskim i wielkoksiążęcym litewskim (1587–1632) oraz
- szwedzkim (1593–1599).

Panowanie Zygmunta III to najbardziej bujny czas w dziejach polskiego pieniądza. Początek, to dalszy ciąg okresu potęgi polskiego złotego, po którym nastąpił kryzys wywołany niespokojną sytuacją w krajach Rzeszy z jednej strony, a z drugiej strony okres najwspanialszego rozwoju systemu monetarnego, który rozbudowano na skalę niespotykaną w całej historii Rzeczypospolitej.
W ostatnim roku panowania Zygmunta III (1632) wprowadzono również zasadniczą zmianę w obszarze mennictwa państwa polsko-litewskiego – na sejmie warszawskim w kwietniu król zrzekł się na rzecz skarbu Rzeczypospolitej przynależącego dotąd wyłącznie królom prawa bicia monety (łac. ius regale) i korzystania z płynących z tego dochodów, co oznaczało między innymi, że zwierzchność nad mennicami przejął sejm (mennictwo powróciło w zakres odpowiedzialności królewskiej dopiero 7 września 1764 r. na sejmie konwokacyjnym Stanisława Augusta Poniatowskiego).

## Rys historyczny

### Lata 1587–1601
Bardzo dobra kondycja systemu monetarnego stworzonego ordynacją Stefana Batorego z 5 stycznia 1580 r. miała swoją kontynuację w pierwszych latach panowania Zygmunta III Wazy. Ostatnia dekada XVI w. cechowała się nadzwyczajnym rozwojem mennictwa koronnego. Oprócz istniejących państwowych mennic w:
- Olkuszu i
- Poznaniu

reaktywowano po krótkiej przerwie
- zakład w Malborku (1591),

otworzono również mennice:
- we Wschowie (1593),
- Bydgoszczy (1594),
- Lublinie (1595) i nawet
- Krakowie (1598), którą początkowo miał zastąpić zakład olkuski.

Ordynacją podskarbiowską z 22 czerwca 1599 r., efektywnie w roku następnym, wprowadzono oznaczenia literowe mennic zamiast mnożących się sygnatur i godeł:
- podskarbich,
- dzierżawców,
- mincmistrzów i
- wardajnów.

Na Litwie czynna była tylko mennica w Wilnie.
Z wymienionych zakładów na szczególną uwagę zasługuje ten w Bydgoszczy. Założył go jako prywatne przedsięwzięcie, na podstawie królewskiego przywileju, Stanisław Cikowski, podkomorzy krakowski. Prawdopodobnie działały też wówczas inne prywatne mennice, skoro w konstytucji sejmowej z 1601 r. napisano:

…aby wszystkie Mynice, które ludzie prywatni po rożnych Miastach y Miasteczkach in suumcommodu bili, exnunc były znieśione…

a wiadomo na przykład, że o odnowienie średniowiecznego przywileju menniczego postarał się u Stefana Batorego dziedzic Łobżenicy, Jan Erazm Krotoski.
Spośród miast dysponujących przywilejem menniczym wyróżniała się przede wszystkim Ryga, która wybiła w dwóch ostatnich dekadach XVI w. 63% wszystkich szelągów i 22% wszystkich trojaków Rzeczypospolitej. To właśnie jest prawdopodobny powód, dla którego na Litwie nie powstała inna, poza wileńską, mennica. Gdańsk specjalizował się w denarach i dukatach, a miejska mennica we Wschowie – w denarach.
Mimo że oficjalnie obowiązywała ordynacja Stefanowska z 1580 r.(sejm jej nie uchylił), to już w 1592 r. dokonano niewielkiej obniżki standardu, z powodu spadku kursu monet poniżej ceny srebra. Prawdopodobnie ta obniżka oraz wyższy kurs trojaków zagranicą napędzały mennice krajowe i zagranicznych naśladowców, zwłaszcza na Węgrzech i na Bałkanach.
Popyt na monety Rzeczypospolitej sprawił, że polskie pieniądze za granicą – głównie w postaci trojaków – stały się cenione wyżej w stosunku do talara i dukata, niż w Rzeczypospolitej, a to już zapowiadało kryzys. Doszło do tego, że polskiej monety brakowało w kraju. W to miejsce trzeba było zalegalizować w 1598 r. obieg drobnych monet obcych, których jakość była znacznie trudniejsza do kontroli. W dodatku pojawiła się w kraju i za granicą znaczna liczba fałszerstw i naśladownictw trojaków, co obniżyło zaufanie do monet oryginalnych. Obniżka kursu zaś zmuszała do cichego obniżenia standardu. Mnogość mennic przy widocznych problemach z utrzymaniem standardu sugerowała, że mennictwo wymknęło się spod kontroli.
Konstytucja sejmowa z 13 marca 1601 r. nakazała więc pozamykać wszystkie mennice w Koronie poza krakowską albo olkuską. Wybrano krakowską, co sygnalizowało wyczerpywanie się dostępnych ówczesnej technologii złóż srebra w Olkuszu. Był to niewątpliwy koniec epoki polskiego pieniądza.

### Lata 1601–1627
Przekonanie, że dobra, krajowa moneta jest przez złych ludzi wywożona za granicę – skąd napływa zła moneta obca, powodująca drożyznę – stało się myślą przewodnią polskich dyskusji o monecie w 1. poł. XVII w. Praktycznie jednak nie było w Europie kraju, w którym taki pogląd na początku XVII stulecia nie miałby wyznawców. Na skutek „rewolucji cen” i podrożenia robocizny wybijanie drobnej monety stało się stosunkowo drogie. Aby było opłacalne, należało zaniżać zawartość kruszcu. W Rzeszy ma tym tle narastała inflacja drobnego pieniądza, która na początku lat dwudziestych przybrała formę hiperinflacji zwanej Kipper und Wipperzeit. Drobna, niskowartościowa moneta niemiecka napływała także do Rzeczypospolitej, powodując wzrost popytu na talary i dukaty, a zatem i wzrost ich cen. To jednak sprawiało, że kurs monety grubej przekraczał jej wartość kruszcową, podczas gdy drobna moneta krajowa stawała się niedoszacowana. Wobec tego obniżano standard monety drobnej. Odbierano to jako inflację. Znaczny spadek wartości pieniądza obrachunkowego wyrządzał straty wierzycielom, odbiorcom czynszów i skarbowi państwa.
Jedyna pozostawiona przy pracy w Koronie mennica krakowska biła:
- tylko w 1601 r. wzorowany na pruskim dreierze kwartnik,
- nieliczne grosze oraz
- trojaki pozostające głównym przedmiotem jej produkcji.

W Wilnie bito nieliczne trojaki, aż do zamknięcia zakładu w 1603 r.
Tylko mennica ryska, porzuciwszy trojaki, wciąż rok po roku wypuszczała na rynek ogromne ilości szelągów.
Nowy kierunek działania pokazali mieszczanie poznańscy, wystarawszy się u króla 5 września 1602 r. o odnowienie przywileju menniczego Władysława Jagiełły i o rozszerzenie go z denarów na kwartniki. Odtąd w stolicy Wielkopolski w mennicy miejskiej wybijano znaczne ilości najdrobniejszej monety, z symboliczną tylko zawartością srebra w masie miedzianej.
W 1604 r. warszawska komisja do spraw monetarnych oficjalnie uchyliła ordynację Stefanowską. W zakresie monety średniej oznaczało to legalizację faktów dokonanych – szóstaki i trojaki obniżono w wartości o 10%, grosze o 18%. Przede wszystkim jednak obniżono zawartość srebra w szelągach o 60%. Odtąd szeląg zawierał srebra za mniej niż połowę swojej wartości nominalnej. Ta decyzja nie wznowiła obfitego bicia trojaków ani szóstaków, ale otwierała drogę do masowej emisji szelągów. Poszła nią początkowo tylko Ryga. Jednak jej szelągi uznano za nietrzymające stopy i zakazano obrotu nimi w Rzeczypospolitej, ale nie ich bicia(!).
Mennictwo utrzymywano głównie na peryferiach Rzeczypospolitej. To zaś tym bardziej otworzyło rynek dla monety obcej.
Dopiero po kilku latach odpowiedzią na załamanie systemu monetarnego opartego na trojaku stał się ort. Ten nowy gatunek pieniądza był próbą ponownego związania kursu grosza polskiego z talarem, tym razem na poziomie 40 groszy – z nazwy był to bowiem ćwierćtalar (Ortsthaler) o wartości 10 groszy. Wprowadzenie orta stanowiło jednocześnie kolejny stopień obniżenia standardu polskiej monety, bo na grosz przypadało w nim 0,609 grama czystego srebra, gdy w systemie z 1604 r., a więc w realnych monetach wybitych wcześniej, tzn. w szóstaku i trojaku, na grosz przypadało 0,628 grama. Początkowo orty wybito tylko w Gdańsku – nie jest jasne, czy ich emisja i standard były samodzielną decyzją władz miejskich – w każdym razie nie spotkały się z protestem Rzeczypospolitej. Od 1608 roku orty wybijano w Gdańsku corocznie, wraz ze wznowioną i stosunkowo dużą emisją dukatów.
W mennicy krakowskiej obniżenie standardu grosza zaznaczono przywróceniem jagiellońskiego typu z poziomym napisem pod koroną – tym samym, który dziesięć lat wcześniej przywoływała też mennica lubelska. Już w 1609 r. podskarbi Baltazar Stanisławski z niepokojem odnotował pojawianie się na rynku licznych fałszerstw tego nominału, które w następnych latach stały się plagą. W ich produkcję zaangażował się między innymi mincerz cieszyński oraz głośny warchoł, Mikołaj Komorowski z Żywca, choć znaleziska jednak wskazują na szczególnie intensywną produkcję fałszerską na północy.
Podobnie do starego wzoru groszy – ale litewskich, z Orłem na awersie i Pogonią na rewersie – odwołała się mennica wileńska. Ten zakład jednak przede wszystkim wybrał kierunek wskazany w Poznaniu i już od 1606 r. wybijał monetę najdrobniejszą o tradycyjnym nominale dwudenara.
Druga dekada XVII w. przyniosła wyraźny wzrost emisji monety i to na trzech poziomach:
- drobnym,
- średnim i
- grubym.

W sferze monety najdrobniejszej (denary i kwartniki) mennica poznańska działała do roku 1616, od 1612 r. rywalizując z prywatną mennicą Andrzeja Krotoskiego w Łobżenicy, wybijającą same tylko denary. Znacznie mniej energicznie korzystało z koniunktury na bilonową drobnicę trzecie wielkopolskie miasto mennicze – Wschowa, która ostatecznie zakończyła bicie denarów w 1612 r. Szelężnym potentatem pozostawała Ryga, ale w 1613 r. na powrót otworzono mennicę w Bydgoszczy. Położenie przy szlaku wiślanym, stosunkowo niedaleko od głównego punktu wymiany zachodnich kruszców za wschodnie zboże, jakim był Gdańsk, szybko postawiło ten zakład w roli głównego w Rzeczypospolitej.
Tuż za zachodnią granicą Rzeczypospolitej administrator pruski i elektor brandenburski Jan Zygmunt założył w 1612 r. w Drezdenku mennicę, której rynek zbytu przewidywał w Rzeczypospolitej. Jej głównym produktem były grosze z pięciopolową tarczą brandenburską na awersie i jabłkiem panowania na rewersie, opatrzonym cyframi „24”. Działalność ta, będąca typowym eksportem inflacji, została zakończona w wyniku polskich nacisków już w 1615 r., ale miała nieoczekiwaną konsekwencję. Mennica bydgoska od 1614 r. zaczęła wybijać w coraz większych ilościach półtoraki dość ściśle wzorowane właśnie na groszach z Drezdenka.
Mianem „półtoraka” już w taryfie monet obcych z 1600 r. określało się wyceniane na półtora grosza monety niemieckie:
- „które mają liczbę 24 w Jablku z krzyżem napisaną” – czyli oznaczenie nominału 1/24 talara,
- a także nominale 3 krajcarów, odpowiadające tradycyjnym groszom czeskim (bicia takich monet w Rzeczypospolitej podjęto się niemal równocześnie z koronnymi półtorakami w 1615 r. – o typie habsburskich trzykrajcarówek, zwanych czechami, skierowanych na rynek Śląska i Czech).

Z tych dwóch monety wielką obniżkę standardu w 1619 r. przetrwał tylko półtorak, który został podstawowym drobnym gatunkiem w Rzeczypospolitej. Otrzymał również nazwę „czecha”. Bito go niestarannie choć na prasach walcowych i w zasadzie tylko w Koronie oraz w dywersyjnych mennicach szwedzkich (na późnym etapie przesilenia). Badania wykazały kilka faz obniżania masy półtoraków, od początkowej 1,58 grama, ustanowionej w ordynacji z 1614 r., do 1,20 grama w roku 1623, z najgłębszym spadkiem w drugim roku wojny trzydziestoletniej, toczonej w sąsiednim, powiązanym gospodarczo kraju.
Podczas gdy w drugiej dekadzie XVII w. na Litwie wybijano głównie szelągi, rywalizując z mennicą ryską, a w Bydgoszczy przebijano hiszpańskie srebro na półtoraki, mennica gdańska z tego samego srebra wybijała orty – staranne wykonanie i dobra próba kruszcu uczyniły z tych monet główną jednostkę frakcji średniej.
Orty nie spełniły jednak zakładanej roli stabilizacyjnej w stosunku do monety drobnej, i to nie dlatego, że ich standard był pogarszany (do 1615 r. straciły ¼ swej pierwotnej wartości, a w ślad za tym przepisano obniżenie standardów trojaków i szóstaków, których wówczas jednak nie wybijano), ale dlatego, że moneta drobna spadła w cenie jeszcze bardziej, co starały się nadgonić mennice, obniżając ich standard i powodując dalszą deprecjację. Wznowiono w 1618 r. trojaki, ale i to nie na wiele się zdało.
W 1619 roku dokonano głębokiego zepsucia półtoraków, w następstwie którego w 1620 r. ort, choć też zepsuty, stał się równowartością 16, a nie 10 groszy jak było na początku.
Spirala dewaluacji dość długo omijała monetę grubą, ponieważ jej nie wybijano. Od 1609 roku Gdańsk wznowił emisję dukatów, niekiedy nawet sygnowanych przez medalierów. Okazjonalnie wybijał też wielodukatowe donatywy. Wielokrotności dukatów, tak zwane portugały, bito także w Wilnie, prawdopodobnie w celach ceremonialnych (nie zawsze rozróżnienie między okazami koronnymi i litewskimi jest pewne, a wydaje się, że okazy takie biła również miejska mennica w Rydze). W 1620 r. wprowadzono jednak nowy rodzaj talara, który zamiast prawie 29 gramów miał masę 20 gramów próby 10 łutów zamiast 14. Jak zapewniał podskarbi  Hermolaus Ligęza w 1625 r.:

takie sztuki złotowe są wybijane z obcych, niepełnowartościowych talarów przywożonych przez Ormian i przeznaczone są na eksport, a gdyby przypadkiem ktoś je w kraju przyjął, nie powinien za nie płacić więcej niż 30 groszy

(znaczone były więc niekiedy cyframi 30 albo 60 – to drugie oznaczało wartość w krajcarach). W koronnej mennicy bydgoskiej bito talary takimi samymi stemplami wedle dwóch standardów:
- lekkiego i
- ciężkiego.

Te pierwsze skierowane były tam, gdzie przedtem wywożono trojaki – do Turcji.
W 1623 r. w Rzeszy dokonano tzw. redukcji, czyli unieważniono monetę inflacyjną przywracając stare standardy. W Rzeczypospolitej powszechnie domagano się podobnego rozwiązania, ale parlamentarno-rządowa komisja  mennicza 13 marca 1623 r. zdecydowała się tymczasowo na stabilizację pieniądza na osiągniętym poziomie równowagi, na którym grosz odpowiadał:
- 1/80 ciężkiego talara,
- 1/18 części orta, albo
- krajcarowi krajów austriackich.

Wybijane przez kilka lat w dużych ilościach szóstaki i orty koronne oraz grosze litewskie miały ustabilizować kurs pieniądza. To jednak nie zakończyło inflacyjnych emisji monety drobnej, które stały się głównym problemem monetarnym następnego półwiecza.
16 września 1621 roku Ryga skapitulowała przed wojskami szwedzkimi Gustawa II Adolfa. Jakkolwiek Rzeczpospolita uznała zabór szwedzki za stan prawny dopiero w traktacie oliwskim z 1660 r. i aż do tego czasu mieliśmy do czynienia – formalnie rzecz biorąc – z mennictwem  okupacyjnym, w dodatku skierowanym na ziemie Litwy i Polski, to od początku monety ryskie przedstawiały się jako wybijane na mocy przywileju króla szwedzkiego, który Gustaw II Adolf wystawił w Mitawie. Król szwedzki upoważnił Rygę do wybijania monet według systemu polskiego:
- groszy,
- półtoraków i
- szelągów,

wyznaczając stopę mniej więcej zbieżną z ówczesną stopą polską. Emisja groszy, jeśli była to – nieznaczna. Pozostałe dwa gatunki, a zwłaszcza szelągi, bito bardzo licznie i kierowano na rynek Rzeczypospolitej. Półtoraki, choć naśladujące polskie, zostały wykonane znacznie lepiej niż oryginały z Bydgoszczy, jednakże – jak było przed wiekiem z półgroszami świdnickimi – jako monety kredytowe przechwytywały ów kredyt na rzecz obcego monarchy.
Na zachodzie Rzeczypospolitej uaktywniły się w latach 1622–1624 lokalne mennice do monet najdrobniejszych, poznańska i łobżeńska, wybijające kwartniki. Łobżeńska początkowo przyjęła wzorzec, wywodzący się z pruskich dreierów Jerzego Fryderyka, ale za pośrednictwem monet bitych w Malborku i Krakowie. W tym samym roku jednak wprowadzono w Łobżenicy, a potem w Poznaniu, nowy typ kwartnika, z monogramem królewskim na awersie i dwiema tarczami na rewersie, z legendami otokowymi po obu stronach. Mimo legend:

TERNARIVS LOBZ

 czy 

TERNARIVS POS

 to czyniło kwartniki nieodróżnialnymi w masowym obrocie od dwukrotnie wyżej cenionych szelągów.
Trudniej zrozumieć powód, dla którego w Krakowie w latach 1619–1624 wybijano kosztowne w produkcji denary.
Ponieważ tymczasowe rozwiązania są z reguły najtrwalsze, do redukcji drobnej monety nie doszło. Gdy w 1626 r. kurs talara znów się podniósł, tym razem do 88 groszy, nie mogąc uzgodnić środków zaradczych, w 1627 roku przywrócono dla talarów ścisłą stopę cesarską, a wybijania monet mniejszych od półtalarów zakazano aż do przyszłego sejmu.

### Lata 1627–1632
Przyszły sejm jednakże był tak samo bezradny, jak przeszły, i zakaz bicia drobnej monety utrzymano do 1650 r. Ostatnie lata panowania Zygmunta III wypełniły więc w Rzeczypospolitej tylko dozwolone monety:
- złote koronne i litewskie, oraz
- srebrne koronne talary, a wśród nich emisje medalowe Obojga Narodów w obu kruszcach.

Po ponad stu latach ze swego prawa menniczego skorzystał Toruń. Z początkiem 1630 wybito tam talary na pamiątkę obrony miasta przed szwedzkim oblężeniem rok wcześniej. Wznawiano je w latach 1630–1632, niekiedy z dodanymi późniejszymi datami, oraz bito tymi samymi stemplami wielodukaty. Okazję wykorzystano do wznowienia mennictwa, bijąc potem zwykłe dukaty i talary.
Z opóźnieniem przyjął sejmowy zakaz bicia drobnej i średniej monety lennik pruski Jerzy Wilhelm, który szelągi i półtoraki wydawał do 1633 r., a także kolejny dziedzic Łobżenicy, Mikołaj Sieniawski, którego najpóźniejsze kwartniki noszą datę 1630. Nie oznaczało to wprawdzie braku nowych emisji monety drobnej, lecz nie były to emisje krajowe. Przede wszystkim mennica miejska w Rydze wybijała „okupacyjne” szelągi i półtoraki, aż do 1635 r. z imieniem poległego pod Lützen w 1632 r. Gustawa II Adolfa.

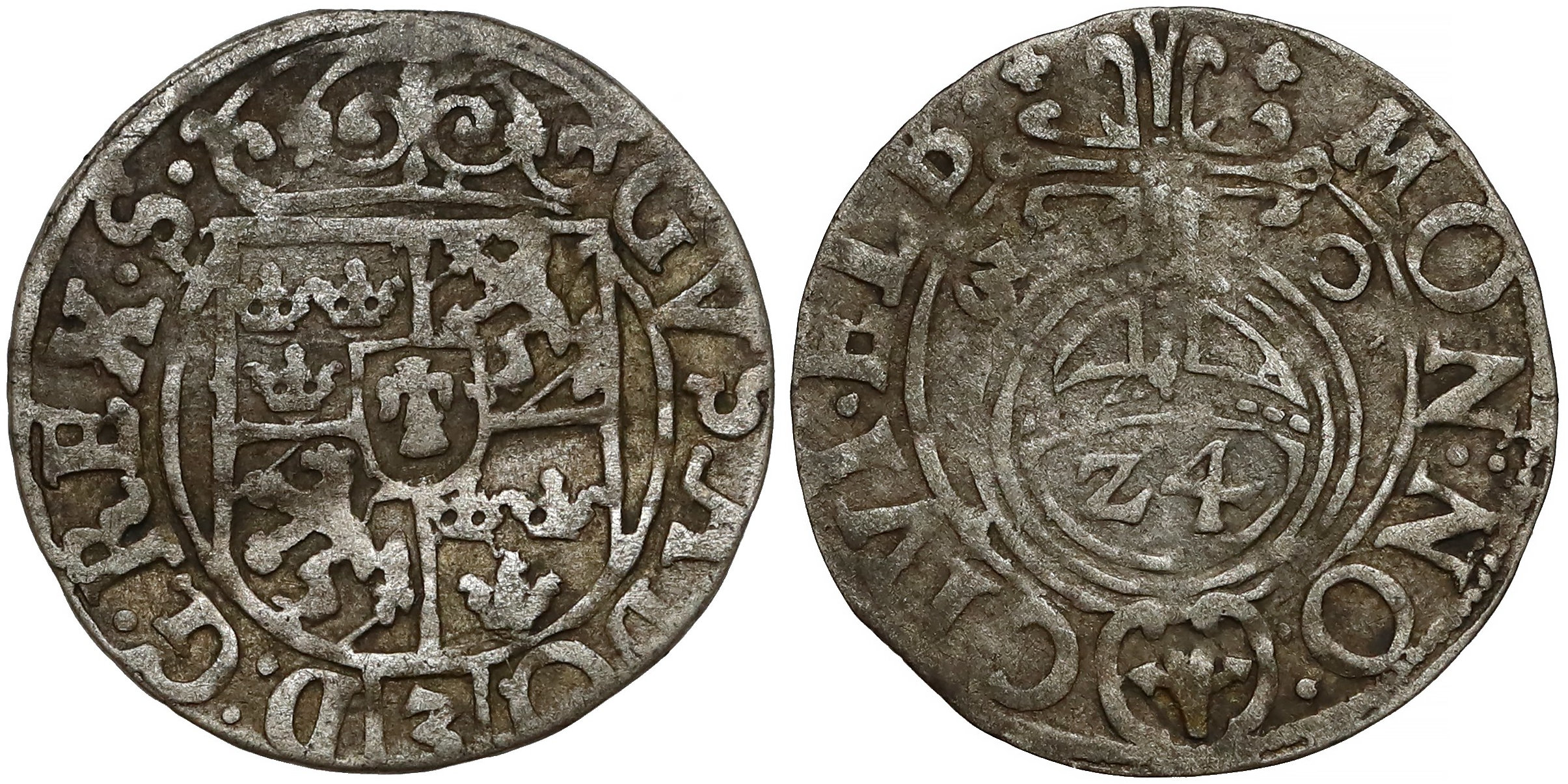
Okupacyjny szwedzki półtorak elbląski Gustawa II Adolfa

W Prusach Królewskich nie tylko Toruń otworzył mennicę po latach. Elbląg, który wpadł w ręce szwedzkie w 1626 r. otrzymał następnego roku w Holądzie (Pasłęku) przywilej menniczy od Gustawa II Adolfa. Mimo to, pod stemplem miejskim, monetę biła tam szwedzka administracja wojskowa. Do końca szwedzkiej okupacji (rozejm w Stuhmsdorfie, 1635) w mieście funkcjonowały cztery mennice. Poza emisją z 1627 r., przeznaczoną na żołd i nieodróżnialną od monet szwedzkich, były to:
- szelągi,
- grosze,
- półtoraki,
- trojaki,
- orty,
- półtalary,
- talary i
- wielotalary.

Były to monety z imieniem Gustawa II Adolfa albo jego córki Krystyny, a do tego z napisami

Civitatis Elbingensis

 lub

Regni Sveciae

ale większość z nich imitowała figury z monet polskich:
- Gustaw II Adolf przybierał rysy Zygmunta III,
- herb Elbląga przypominał herb Gdańska,
- były też inne zapożyczenia.

Szelągi, choć wybite na prasach walcowych, były na ogół bardzo źle wykonane. Dość zaskakująca w tych warunkach była dobra klasa wykonawcza monet grubych i emisje złote.
Okupacyjne szelągi elbląskie doczekały się naśladownictwa w hrabstwie oldenburskim. Tamtejszy władca, Antoni Günter, wykorzystał zbieżność inicjałów i swej drobnej monecie miedzianej (o nominale Örtgen lub Mutterken) nadał kształt szeląga elbląskiego Gustawa II Adolfa. To był tylko najbardziej egzotyczny w lawinie fałszerstw monet tego okresu.

## System monetarny
W szczegółach system monetarny obowiązujący w okresie panowania Zygmunta III przedstawiono w tabeli:
| Lp. | Gatunek pieniądza         | Równowartość w złotych polskich | Równowartość w groszach | Kruszec | Masa (gramy) | Próba |
| --- | ------------------------- | ------------------------------- | ----------------------- | ------- | ------------ | ----- |
| 1   | 100 dukatów               | 466 złp 20 gra                  | 14 000                  | złoto   | 357,31       | 967   |
| 2   | portugał                  | 46 złp 20 gra                   | 1400                    | złoto   | 35,73        | 967   |
| 3   | 5 dukatów                 | 23 złp 10 gr                    | 700                     | złoto   | 17,87        | 967   |
| 4   | 4 dukaty                  | 18 złp 20 gra                   | 560                     | złoto   | 14,29        | 967   |
| 5   | 3 dukaty                  | 14 złp                          | 420                     | złoto   | 10,72        | 967   |
| 6   | dukat                     | 4 złp 20 gr                     | 140                     | złoto   | 3,57         | 967   |
| 7   | talar (1623)              | 2 złp 20 gr                     | 80                      | srebro  | 28,83        | 844   |
| 8   | talar (1630)              | 3 złp                           | 90                      | srebro  | 28,83        | 875   |
| 9   | półtalar (1628)           | 1 złp 10 gr                     | 40                      | srebro  | 14,41        | 875   |
| 10  | ćwierćtalar               | 5/6                             | 22½                     | srebro  | 7,21         | 875   |
| 11  | ort                       | 8/15                            | 16                      | srebro  | 7,21         | 688   |
| 12  | szóstak                   | 1/5                             | 6                       | srebro  | 4,04         | 453   |
| 13  | trojak koronny            | 1/10                            | 3                       | srebro  | 2,02         | 453   |
| 14  | trojak litewski           | 1/10                            | 3                       | srebro  | 2,23         | 844   |
| 15  | półtorak litewski         | 1/20                            | 1½                      | srebro  | 1,58         | 469   |
| 16  | półtorak koronny          | 1/20                            | 1½                      | srebro  | 1,20         | 375   |
| 17  | grosz koronny i litewski  | 1/30                            | 1                       | srebro  | 1,05         | 281   |
| 18  | szeląg koronny i litewski | 1/90                            | ⅓                       | srebro  | 0,67         | 125   |
| 19  | trzeciak koronny          | 1/180                           | 1/6                     | srebro  | 0,57         | 78?   |
| 20  | dwudenar litewski         | 1/270                           | 1/9                     | srebro  | 0,67?        | 42?   |
| 21  | denar koronny             | 1/540                           | 1/18                    | srebro  | 0,34         | 42    |

a kurs w 1623 r.: 1 dukat = 140 gr, czyli 4 złp 20 gr; 1 talar = 70 gr, czyli 2 złp 10 gr. W latach pierwszej emisji monety miały jednak inną, niekiedy poważnie różniącą się wartość, np. 100 dukatów w 1621 r. równało się 400 złp, a 4 dukaty w 1611 r. równały się tylko 9 złp 10 gr

## Monety
W okresie tym działały mennice:
- dziewięć państwowych:
  - w Olkuszu,
  - w Poznaniu,
  - w Krakowie,
  - w Malborku,
  - w Lublinie,
  - w Bydgoszczy,
  - we Wschowie,
  - w Warszawie,
  - w Wilnie,
- sześć miejskich:
  - w Gdańsku,
  - w Rydze,
  - w Elblągu,
  - w Toruniu,
  - w Poznaniu,
  - we Wschowie,
- dwie prywatne:
  - w Bydgoszczy,
  - w Łobżenicy,
- dwie lenne:
  - w Królewcu,
  - w Mitawie.

Okresy działalności mennic i produkowane gatunki pieniądza zebrano w tabeli:
| Lp. | Lokalizacja | Status    | Lata działalności | Gatunki pieniądza |
| --- | ----------- | --------- | ----------------- | --- |
| 1   | Bydgoszcz   | prywatna  | 1594–1601         | szelągi, grosze, trojaki, szóstaki |
| 1   | Bydgoszcz   | państwowa | 1614–1632         | szelągi, półgrosze, grosze, półtoraki, orty, półtalary, talary lekkie, talary, 1½ talara, 2 talary, 3½ talara, 4 talary, 5 talarów, 6 talarów, dukaty, półportugały, portugały, 20 dukatów, 30 dukatów, 40 dukatów, 50 dukatów, 60 dukatów, 70 dukatów, 80 dukatów, 90 dukatów, 100 dukatów |
| 2   | Kraków      | państwowa | 1600–1627         | denary, ternary, szelągi, grosze, półtoraki, trzykrucierzówki, trojki, szóstaki, dukaty, 2 dukaty, 3 dukaty, 4 dukaty, półportugały, portugały |
| 3   | Lublin      | państwowa | 1595–1601         | grosze, trojaki, szóstaki |
| 4   | Malbork     | państwowa | 1592–1601         | ternary, szelągi, trojaki, szóstaki, dukaty, półportugały, portugały |
| 5   | Olkusz      | państwowa | 1587–1601         | ternary, szelągi, grosze, trojaki, 2 talary, półportugały, portugały |
| 6   | Poznań      | państwowa | 1588–1603         | denary, ternary, szelągi, grosze, trojaki, półtalary, talary, dukaty, 6 dukatów, portugały |
| 6   | Poznań      | miejska   | 1602–1627         | denary, ternary |
| 7   | Warszawa    | państwowa | 1616?–1622?       | szelągi? |
| 8   | Wilno       | państwowa | 1589–1627         | dwudenary, szelągi, grosze, półtoraki, trojaki, dukaty, 3 dukaty, półportugały, portugały |
| 9   | Wschowa     | miejska   | 1588–1596         | denary |
| 9   | Wschowa     | miejska   | 1608–1610         | denary |
| 9   | Wschowa     | państwowa | 1594–1601         | szelągi, trojaki, szóstaki |
| 10  | Łobżenica   | prywatna  | 1584–1601         | denary |
| 10  | Łobżenica   | prywatna  | 1622–1630         | denary, ternary |
| 11  | Elbląg      | miejska   | 1614              | szelągi |
| 12  | Gdańsk      | miejska   | 1588–1632         | denary, ternary, grosze, trojaki, orty, dukaty, donatywy |
| 13  | Ryga        | miejska   | 1587–1622         | szelągi, półtoraki, trojaki, dukaty, portugały |
| 14  | Toruń       | miejska   | 1630–1632         | ćwierćtalary, półtalary, talary, dukaty |
| 15  | Królewiec   | lenna     | do 1597           | ternary, szelągi, grosze, trojaki, dukaty, portugały |
| 15  | Królewiec   | lenna     | od 1617           | szelągi, grosze, półtoraki, 1/12 talara, 1/10 talara, orty, półtalary, talary |
| 16  | Mitawa      | lenna     | 1596–1610         | szelągi, trojaki |
| 17  | Drezdenko   | lenna?    | 1612–1615         | półtoraki |

### Koronne
Wszystkie mennice koronne podlegały władzy podskarbiego koronnego, którego herb widniał na każdej monecie. Do 1598 r. mogły występować także herby innych urzędników, od 1598 r. – tylko herb podskarbiego i początkowa litera mennicy.
Pierwsze mennice koronne olkuska i poznańska, czynne wcześniej w czasach Stefana Batorego, wybijały monety Zygmunta III już w roku 1587, a więc w pierwszym roku panowania króla.
W 1601 roku wszystkie mennice koronne, z wyjątkiem krakowskiej, zostały zamknięte.

#### Olkuskie
Mennica w Olkuszu była, tak jak poznańska, jedną z pierwszych mennic bijących monety w początkowym okresie panowania Zygmunta III. Produkowano w niej:
- trzeciaki,
- szelągi,
- grosze,
- trojaki oraz
- talary medalowe.

W Olkuszu powstała cała seria talarów pamiątkowych z okazji inauguracji panowania Zygmunta III. Okolicznościowe emisje talarowe oraz złote, wielodukatowe, były przeprowadzane przez cały okres rządów tego króla w różnych mennicach, często niedatowane i niesygnowane, wybiórczo tylko uwzględniane w XXI-wiecznych katalogach, bo kwalifikowane dowolnie do medali. Znamionowały one wejście monety okolicznościowej do kultury dworskiej i posługiwanie się w różnych okazjach specjalnie bitymi numizmatami.
W 1601 roku mennica olkuska została zamknięta i już nigdy nie wznowiła swojej działalności.

#### Poznańskie
Koronna mennica w Poznaniu działająca od czasów Stefana Batorego biła:
- denary,
- szelągi,
- grosze,
- trojaki (duże ilości),
- półtalary medalowe,
- talary medalowe.

Z monet grubych wybito jeden typ półtalara oraz dwa znane typy talarów medalowych. W złocie bito dukaty oraz jeden typ portugała. W tym czasie była to jedyna mennica, która wypuszczała złote monety koronne.
W roku 1601 mennica została zamknięta. Bicie monet koronnych w Poznaniu wznowiono dopiero w okresie panowania Jana Kazimierza.

#### Wschowskie
Mennica we Wschowie uruchomiona została bez zgody króla przez dzierżawcę mennicy poznańskiej, T. Buscha. Wybijała do 1592 r. drobne monety z identycznymi znakami jak na monetach poznańskich (ci sami dzierżawcy). Po śmierci T. Buscha mennicę wydzierżawiono W. Jahnsowi z Poznania, już za zgodą króla. W mennicy wybijano jedynie drobne monety jak:
- szelągi,
- trojaki i
- szóstaki.

Państwowa mennica we Wschowie została zamknięta w roku 1601. Ponownie uruchomiono ją za panowania Jana Kazimierza.

#### Bydgoskie
Mennica w Bydgoszczy w pierwszym okresie (1594–1601) działała jako prywatna. Bito wtedy w niej:
- szelągi,
- grosze,
- szóstaki oraz
- olbrzymie ilości trojaków.

W roku 1601 mennica została zamknięta.
Ponownie otworzona jako mennica koronna na polecenie króla w 1608 r., stała się największą mennicą państwową. Wznowiono w niej bicie:
- szelągów,
- groszy i
- półtoraków (w bardzo dużej ilości).

W okresie późniejszym (1618–1624) wybijano orty.
Po roku 1627, w którym to uchwałą sejmową zakazano bicia drobnej monety, mennica znacznie zwiększyła bicie monety grubej, jak:
- półtalarów,
- talarów,
- wielotalarów.

Niezależnie od emisji srebrnych, bito ze złota monety dukatowe o rozmaitych nominałach, m.in. w 1621 r. 100-dukatówkę.
Po okresie panowania Zygmunta III mennica bydgoska była nadal czynna.

#### Malborskie
Zakład w Malborku uruchomiono 1591 r. Bito w nim:
- ternary,
- szelągi,
- trojaki,
- szóstaki

oraz ze złota:
- dukaty,
- półportugały i
- portugały.

Głównie w Malborku w 1596 r. na niewielką skalę zrealizowano postulowane przez ordynację Stefanowską kwartniki gdzie wzorowano się na awersie dreiera księcia pruskiego. Mennicę zamknięto, tak jak pozostałe, w roku 1601. Nie wznowiła już w późniejszym okresie działalności.

#### Lubelskie
Mennica w Lublinie została zorganizowana w 1595 r. przez starostę lubelskiego, wielkiego podskarbiego koronnego Firleja. Biła jedynie drobną monetę:
- grosze,
- trojaki i
- szóstaki.

Zamknięta w 1601 r., nigdy więcej nie była uruchomiona.

#### Krakowskie
Mennica krakowska została otworzona jako ostatnia z mennic koronnych. Prowadziła nieprzerwanie swoją działalność aż do roku 1627 – nie zamknięto jej w 1601 r. jak sześć pozostałych. Wybijano tutaj:
- trzeciaki,
- grosze,
- półtoraki,
- trzykrucierzówki,
- trojaki,
- szóstaki (w dużych ilościach) i
- monety złote:
  - dukaty i ich wielokrotności,
  - półportugały i
  - portugały.

Trojaki z tej mennicy zyskały złą sławę jako najgorsze, o najmniejszej zawartości kruszcu, ze wszystkich bitych w mennicach koronnych. Dotyczyło to szczególnie trojaków z lat 1623–1624.
W 1627 r. sejm zakazał wybijania drobnej monety, w związku z czym mennica krakowska zawiesiła swoją działalność, a grube monety srebrne oraz monety złote wybijała już tylko mennica bydgoska.

### Litewskie
Monety litewskie wybijane były w latach 1589–1627 jedynie w mennicy wileńskiej. Oprócz herbów podskarbich wielkich litewskich, na monetach znajdowały się także inne znaki mennicze, między innymi przez krótki okres 1600–1603 umieszczano na nich znaki mennicy wileńskiej „V” albo „W”.
Bicie monet litewskich można podzielić na trzy okresy:
- lata 1589–1603:
  - szelągi (1589–1592),
  - trojaki (1589–1603),
  - dukaty (1590–1591),
- lata 1606–1623:
  - dwudenary (1606–1614, 1620–1621),
  - szelągi (1614–1623),
  - grosze (1607–1615),
  - półtoraki (1619–1620),
  - trojaki (1608),
  - trzydukaty (1615),
  - półportugały (1617–1618, 1621–1622),
  - portugały (1614, 1616–1618, 1621–1622),
- lata 1623–1627:
  - szelągi (1623–1627),
  - grosze (1625–1627).

Mennicę zamknięto w 1627 roku, po wydaniu przez sejm zakazu bicia drobnej monety.

### Miejskie

#### Rygi
Mennica ryska w okresie polskich rządów produkowała monety już od 1581 r. pod stemplem Stefana Batorego. Za panowania Zygmunta III wybijano:
- szelągi (1588–1622),
- grosze (1616–1616),
- półtoraki (1620),
- trojaki (1588–1619),
- dukaty (1588–1619),
- portugały (1592).

Mennica ryska wybiła także prawdopodobnie portugały koronne w roku 1592 i 1617.
16 września 1621 roku wojska szwedzkie Gustawa II Adolfa zajęły Rygę. W latach panowania szwedzkiego polski rynek zalewany był złą monetą ryską Gustawa II Adolfa i Krystyny.
W 1675 roku mennica w Raguzie wybijała fałszywe trojaki ryskie pod stemplem Zygmunta III z datami: 1592, 1595, 1596 i 1597.

#### Elbląga
Mennica elbląska za panowania Zygmunta III nie była czynna. Znane są jednak szelągi z tytulaturą Zygmunta III bez daty oraz z roku 1614, wybite najprawdopodobniej nielegalnie. Szeląg elbląski z tytulaturą Zygmunta III i monogramem Jerzego Wilhelma GW już w 1630 r., w akcie miasta Gdańska, został określony jako fałszywy.
W późniejszym okresie, w czasie okupacji szwedzkiej, wybijane były monety szwedzkie z tytulaturą Gustawa II Adolfa.

#### Gdańska
W działalności mennicy gdańskiej można wydzielić cztery okresy:
- lata 1588–1601 – bicie denarów, trojaków i dukatów,
- lata 1601–1608 – okres bezczynności,
- lata 1608–1627 – bicie trzeciaków, groszy i ortów,
- lata 1627–1632 – bicie dukatów.

W szczegółach wybijano gatunki monet:
- denary (1590–1599),
- trzeciaki (1613–1616),
- grosze (1614, 1623–1627),
- trojaki (1592) – bardzo rzadkie, wybite w niewielkiej liczbie,
- orty (1608–1626),
- dukaty (1588–1601, 1609–1632).

Monety gdańskie odznaczały się dokładnością wybicia i przewyższały pod tym względem wyroby wszystkich innych mennic. Szczególnie wysoki poziom prezentowały donatywy.

#### Torunia
Toruń, po przetrwaniu oblężenia szwedzkiego, wybił pamiątkowe monety w srebrze i złocie z widokiem oblężonego miasta. 
Zgodnie z uchwałą sejmową zakazującą bicia drobnej monety, mennica toruńska biła jedynie:
- półtalary (1630–1632),
- talary (1630–1632),
- dukaty (1630),
- próbny ćwierćtalar toruński (1630).

#### Łobżenicy
W roku 1612 kasztelan kaliski Andrzej Krotoski otworzył w Łobżenicy swoją mennicę. Wybijano tutaj aż do śmierci kasztelana w 1616 r. denary. Po jego śmierci jego dziedzic Mikołaj Sieniawski, korzystając z dawnego przywileju, uruchomił w roku 1622 powtórnie mennicę. Wybijano w niej:
- denary (1622–1624),
- trzeciaki (1623–1628, 1630).

Mennica łobżenicka była prawdopodobnie czynna także przed rokiem 1612, nieznane są jednak jej produkty z tego okresu.
Monety wykonywano z bardzo lichego srebra – dowodem było ostrzeżenie króla przed ternarami z Łobżenicy.

#### Poznania
Po zamknięciu w Poznaniu w 1601 r. mennicy koronnej stolica Wielkopolski, zgodnie ze swoją prośbą do króla, uzyskała 5 września 1602 r. zgodę na produkcję własnej miejskiej monety. Wybijano:
- denary (1602–1614) i
- trzeciaki (1603–1627).

#### Wschowy
Mennica wschowska jako mennica miejska została otwarta w 1588 roku, na podstawie dawnych przywilejów, bez zgody króla. Po wydaniu zgody króla stała się mennicą koronną, którą zamknięto w 1601 r. Ponownie została uruchomiona jako mennica miejska w 1608 r. W okresie miejskim we Wschowie wybijano denary.
Wszystkie monety wschowskie są bardzo rzadkie.

### Innych mennic
W źródłach z epoki pojawiają się informacje o kilkunastu mennicach koronnych. Duża ilość nieokreślonych monet, a zwłaszcza trojaków, świadczyć może o tym, że w XXI w. wiedza o wszystkich działających wtedy mennicach nie jest pełna, a wyrobów niektórych zakładów nie można poprawnie zidentyfikować.
- w dokumentach odnotowano mennicę w Urzędowie[5],
- zagadkowa, prywatna mennica w Żółkwi, o której istnieją pośrednie przekazy, jeśli faktycznie istniała, to biła naśladownictwa niderlandzkich talarów lewkowych na rynek turecki[19],
- niewątpliwie istniała w latach 1623–1629 królewska mennica w Warszawie, która oprócz drobnej monety obiegowej mogła też wybijać ceremonialne numizmaty dla dworu[19].

Poza tym należy odnotować, że w XXI w. katalogowa przynależność niektórych monet do określonych mennic może być sporna.

### Lenne

#### Pruskie
W Prusach Książęcych pod koniec 1585 r. otworzono mennicę królewiecką. Przyjęto z drobnymi odchyleniami ordynację Stefanowską, której efektami w pierwszym roku działalności były dreiery, czyli trzydenarówki – odpowiedniki polskich kwartników, bite w Prusach po raz pierwszy – oraz
- szelągi,
- grosze i
- trojaki.

Wybito także monety grube:
- talary guldenowe (lekkie) oraz
- portugały pięcio- i
- dziesięciodukatowe.

Inaugurującym mennictwo był srebrny gulden, czyli złotówka polskiego systemu. Mniejsze monety odpowiadały wyglądem monetom polskim – stałym motywem jednej ze stron był herb, w tym przypadku pojedynczy Orzeł pruski, z ukoronowaną literą S na piersi.
W następnym roku, 1587, wprowadzono także dukat ze stojącym władcą, więc odwołujący się do wzorca węgierskiego i cesarskiego.
Spośród wszystkich nominałów najbardziej konsekwentnie bito w kolejnych latach najdrobniejsze – dreiery i szelągi.
Najpóźniej korzystając z koniunktury menniczej, najwcześniej Jerzy Fryderyk poczuł jej kres, kończąc emisję srebra w 1596 r. – w następnym roku wybito tylko dukaty.
Mennicę otwarto incydentalnie tylko w 1603 roku, by uczcić śmierć księcia odpowiednią serią monet pamiątkowych – dewiza książęca była tym razem pierwszym wystąpieniem języka niemieckiego na monecie pruskiej:

IST GOTT MIT VNS WER MAG WIDER VNS SEIN

#### Kurlandzkie
Jednocześnie z zamknięciem mennicy pruskiej, swój zakład otworzyli w 1596 r. książęta kurlandzcy Fryderyk i Wilhelm, synowie Gotarda. W Mitawie wybijali podstawowe gatunki powstające w mennicach Rzeczypospolitej:
- szelągi i
- trojaki,

według Stefanowskiej ordynacji z 1580 r.
Szelągi były całkowicie anonimowe, prezentując tylko monogram Zygmunta III i herb Kurlandii, a w legendach nazwy gatunków monety i kraju. Dopiero w 1602 r. wprowadzono wokół monogramu imię Zygmunta III z niezwykłym tytułem „króla Polski i Litwy”.
Trojaki, które wprawdzie również nie niosły imion książęcych, przedstawiały portret jednego lub drugiego z braci. Ich rewersy, ściśle według polskiego typu, pokazywały Orła, Snopek i Pogoń.
W 1604 r. wznowiono po krótkiej przerwie mennictwo kurlandzkie, które kontynuowało nominały i typy z poprzedniego okresu. Wyjątkowo tylko na trojakach z inauguracyjnego, 1604 r. pojawiły się imiona obu książąt: Fryderyka i Wilhelma, następne emisje były znów anonimowe.
Mennica mitawska zakończyła pracę w roku 1611.

### Szwedzkie
Zygmunt Waza urodził się 20 czerwca 1566 roku w więzieniu Gripsholm koło Sztokholmu, do którego wtrącił jego rodziców: księcia fińskiego Jana i Katarzynę Jagiellonkę, jego stryj król Szwecji Eryk XIV.
W 1568 roku Eryk XIV i jego potomstwo zostali pozbawieni praw do korony. Do władzy doszła linia Wazów reprezentowana przez Jana III, króla Szwecji w latach 1569–1592. Dzięki małżeństwu Jana III z Katarzyną Jagiellonką, córką Zygmunta I Starego, linia ta uzyskała jeszcze w wyniku elekcji 19 sierpnia 1587 r. tron polski, na którym zasiadł syn Jana III, Zygmunt. Po śmierci ojca Jana III w 1592 r., Zygmunt III Waza odziedziczył tron szwedzki, jednak dopiero w 1594 r. wyruszył do Szwecji i koronował się tam na króla.
Unia personalna polsko-szwedzka trwała jednak krótko. Zygmunt nie mógł sprostać oczekiwaniom zarówno Rzeczypospolitej, jak i Szwecji. Pojawiły się też punkty sporne, np. sprawa Estonii, którą Rzeczpospolita zamierzała inkorporować. W rezultacie unia personalna została zerwana. 24 lipca 1599 r. parlament szwedzki zdetronizował Zygmunta i ofiarował koronę jego czteroletniemu synowi Władysławowi. Wobec milczącej odmowy w 1600 r. Szwedzi pozbawili praw do tronu cała polską linię Wazów. Korona szwedzka przeszła na młodszą linię Wazów, reprezentowaną przez stryja Zygmunta, Karola IX regenta, a potem w latach 1604–1611 króla Szwecji.
Za panowania Zygmunta, mennica w Sztokholmie wybijała w latach 1593–1599 następujące gatunki monet:
- dwu- i czterofenigi (penningar),
- fyrk = ¼ öre = 6 fenigów,
- öre = 4 fyrki = 24 fenigi, i jego pochodne ½, 2 i 4 öre,
- marki = 8 öre = 32 fyrki = 192 fenigi,
- półtalary = 16 öre =64 fyrki = 384 fenigi,
- talary = 32 öre = 128 fyrków = 768 fenigów.

Tytuł królewski Zygmunta III Wazy noszą dopiero wszystkie monety wybite po koronacji w 1594 r.

### Rewalskie
W Rewalu (Tallinnie) podczas rządów szwedzkich wybijane były srebrne i złote monety. Za panowania Zygmunta III Wazy wypuszczono w mennicy rewalskiej w roku 1597:
- 4 fenigi (penningar),
- 1 öre.

Znane talary z 1598 roku są najprawdopodobniej XIX-wiecznymi fałszerstwami. Nie wiadomo czy istniał oryginalny talar rewalski.

### Polsko-szwedzkie
Znane są zagadkowe monety próbne, mieszające motywy polskie i szwedzkie.
Pierwszą jest trzygroszowa moneta miejska Rewala (Tallinna) z 1596 r., całkowicie obca panującemu tam systemowi monetarnemu, ale dokumentująca polsko-szwedzki spór o Estonię. Moneta nosiła szwedzką tytulaturę króla, ale należała do polskiego systemu monetarnego i również typologicznie odpowiadała polsko-litewskim trojakom.
Druga to moneta typu trojaka, ze szwedzką tytulaturą Zygmunta, mająca cechy i znaki wyrobu malborskiego. Na rewersie, pod herbami Szwecji, Götalandii i Snopkiem, umieszczono nominał IIl ORE i datę [15]93. Masa (2,29 grama) odpowiada polskiemu trojakowi – w Szwecji nie znano takiego nominału, ale powinien mieć masę co najmniej 4 gramy. Staranne bicie wskazuje na egzemplarz okazowy.
Oba znane egzemplarze pojawiły się w Szwecji, tam więc pewnie trafiły po wybiciu.

## Ikonografia
Poziom plastyczny monet Zygmunta III Wazy był nierówny, co ułatwiało fałszerstwa i naśladownictwa. Wyjątkowe monety, rozpoznawalne po stylu, wybijano w Malborku i Gdańsku, niezły poziom reprezentowała mennica krakowska i na ogół wileńska, gdy mennice wielkopolskie czy lubelska miały cechy raczej twórczości ludowej, niestosownej dla monet królewskich.
Były też pierwsze wyłomy w nakazanej przez ordynację Stefanowską jednolitości typu, np.:
- w mennicy lubelskiej w 1597 r. restytuowano typ grosza z czasów Zygmunta I z poziomym napisem pod koroną i Orłem,
- szóstaki w jednych mennicach bito z rewersem napisowym, jak trojaki, a w innych z herbowym.

Zasób wyobrażeń poza monetami pamiątkowymi – wzbogacił portret i nowe herby króla. Oprócz rodowego Snopka (Vasa), używanego niemal stale, na większych monetach pojawiały się także: Trzy Korony Szwecji i Lew Götalandii, najczęściej skwadrowane w tarczy pośredniej.
Podobnie tytulatura, poza standardową

„król Polski, wielki książę Litwy”

a na talarach rozszerzoną

„…Rusi, Prus, Mazowsza, Żmudzi, Inflant”

otrzymała na talarach sekcję szwedzką.
Na talarze koronacyjnym i najwcześniejszych trojakach z Olkusza, z tarczą pięciopolową na rewersie, szwedzki tytuł był wyeksponowany i połączony z polskim

REX POL[oniae] ET DES[ignatus] SVECIAE…

Gdzie indziej zazwyczaj umieszczano go na końcu. Najpierw tytulatura szwedzka przedstawiała następcę tronu:

PROX[imus] HAERES REG[ni] SVETIAE ETC ET FVTVRVS REX

potem, od 1593 r., więc już przed koronacją szwedzką 19 lutego 1594 r., króla Szwedów, Gotów i Wandalów:

…NEC NON SVECORVM GOTORVM VANDALORVM Q[ue] ETC REX

czasem

…HAER[editarius] REX

Na szwedzkich monetach Zygmunta III Wazy sytuacja była mniej więcej symetryczna. Utrata szwedzkiego tronu w 1599 r. nigdy nie została przyjęta do wiadomości przez polską linię Wazów, do czasu pokoju w Oliwie. Istniały jednak nawet bardzo okazałe monety, na których tytuł szwedzki był pomijany.
Monety z Malborka utraciły napisy świadczące o ich przynależności do Prus Królewskich, z wyjątkiem szelągów, mających w tytulaturze Prusy zamiast Litwy.
W Rydze i w Gdańsku mało konsekwentnie, raz tytułowało się króla wielkim księciem Litwy (MDL), innym zaś razem tytułem lokalnym: księcia Inflant (Dux Livoniae) względnie pana Prus (Dominus Prussiae).